# Setodes sternalis
Setodes sternalis är en nattsländeart som beskrevs av Martynov 1936. Setodes sternalis ingår i släktet Setodes och familjen långhornssländor. Inga underarter finns listade i Catalogue of Life.